# Omer Šipraga
Omer Šipraga, bosanski komunist, partizan, prvoborec, * 7. januar 1926, Šiprage, Kraljevina Jugoslavija, † 7. april 2012, Šiprage, Bosna in Hercegovina.

## Življenjepis
Omer Šipraga je bil rojen leta 1927 v aristrokratski družini Muja Šiprage, neposrednega potomca enega od ustanoviteljev lokalnega naselja, danes krajevne skupnosti Šiprage. V mladosti se je upiral nasilju žandarmerije v Kraljevini Jugoslaviji in kasneje priključitvi Bosne in Hercegovine Neodvisni državi Hrvaški.
Takoj po ustanovitvi prve lokalne partizanske enote, imenovane Četa z Djevojačke ravni, poznane tudi pod imenom Imljanska četa ali kot Šipraška četa, se je kljub mladoletnosti pridružil njenim vrstam in pokazal izjemen pogum. To ga je priporočilo za ideološko vodenje in vključitev v ZKMJ. Najprej se je udeležil tečaja za mlade kandidate in bil leta 1942 izvoljen za tajnika Komunistične mladine.
»Takšno delo je vplivalo tudi na množični odziv mladih, da so se pridružili vrstam proletarskih brigad in novoustanovljenih partizanskih čet. Nato so bila obnovljena organizacijo komunističnih mladinskih in narodnoosvobodilnih odborov. Množična družbe komunistične organizacije so bila razširjena in razširjena. V Šipragah je bil tajnik Omer Šipraga, v Skender-Vakufu Jovanka Crnomarković, v Maslovare pa Nevenka Petrić. V osvobojenem Kotor-Varošu je bilo ustanovljeno Komunistično mladinsko premoženje, v katerem je bil tajnik Advan Hozić, člani pa so bili Arfan Hozić, Mustafa Karaselimović, Teufik Korić-Tufko, Drago Luburić in Vlasta Tvrz."